# Phạm Tải - Ngọc Hoa
Phạm Tải - Ngọc Hoa là một truyện thơ Nôm khuyết danh của Việt Nam, có ý kiến cho rằng tác phẩm xuất hiện trong khoảng thế kỷ 18.

## Kết cấu
Phạm Tải - Ngọc Hoa gồm 928 câu thơ, chủ yếu là những câu lục bát, thỉnh thoảng có những đoạn trữ tình xen vào, làm theo thể song thất lục bát.

## Tóm tắt nội dung
Ngọc Hoa là con một gia đình giàu có họ Trần, cha làm quan, quê ở Thanh Hà. Gặp Phạm Tải, người Sơn Tây, mồ côi cha mẹ, phải đi ăn xin để tiếp tục việc học, Ngọc Hoa đem lòng thương yêu. Ông bà họ Trần chiều ý con gái, cho Phạm Tải và Ngọc Hoa kết duyên. Trong làng có Biện Điền là tên vô lại, trước dạm hỏi Ngọc Hoa không được, thấy nàng lấy chồng thì đem lòng thù oán, bèn tạc tượng Ngọc Hoa đem dâng lên Trang Vương. Trang Vương là tên vua hiếu sắc, cho quan quân đến bắt Ngọc Hoa. Giữa triều đình, Trang Vương ép Ngọc Hoa lấy hắn, nhưng bị nàng cự tuyệt. Hắn lại thương lượng với Phạm Tải nhường vợ cho hắn, nhưng Ngọc Hoa vẫn kiên quyết không chịu. Trang Vương liền đầu độc Phạm Tải, bức bách Ngọc Hoa. Ngọc Hoa cầm dao rạch mặt, cắt tóc, mặc tang phục vào triều. Nàng viện cớ chồng chết, vợ phải để tang ba năm và nói chỉ khi nào đoạn tang mới trở lại. Trang Vương đành phải ưng thuận.
Ngọc Hoa đưa thi hài chồng về quê an táng. Hết ba năm cư tang, nàng tự tử để khỏi bị Trang Vương đòi bắt. Ngọc Hoa chết xuông âm phủ, gặp Phạm Tải, cùng với chồng làm đơn kiện Trang Vương tại điện Diêm La. Diêm Vương tuy là em Trang Vương, nhưng sau khi xét hỏi đã tuyên bố: "Thương anh tôi để trong lòng; Việc quan phải cứ phép công tôi làm" và ra lệnh ném Trang Vương vào vạc dầu. Phạm Tải, Ngọc Hoa được sống lại, trở về đoàn tụ ở cõi trần và chàng trị vì đất nước thay cho Trang Vương.

## Ý nghĩa
Phạm Tải - Ngọc Hoa tố cáo tội ác "sát phu hiếp phụ" của vua chúa quan lại ngày xưa, đề cao phẩm chất của những con người không bị phú quý làm mê đắm, không đầu hàng trước cường quyền và bạo lực, đặc biệt là người phụ nữ.

## Trong văn học nghệ thuật
Truyện đã được chuyển thể thành chèo, tuồng, cải lương, ca kịch... Hoàng Công Khanh chuyển thể thành ca kịch năm 1957.
Sách Ngữ văn lớp 10 có bài "Ngọc Hoa đối mặt với bạo chúa" trích từ truyện.

## Đền Ngọc Hoa
Đền Ngọc Hoa (Ngọc Linh Từ) là ngôi đền thờ Ngọc Hoa trong truyện. Đền nằm giữa trung tâm thôn Văn Tảo, xã Thanh An, huyện Thanh Hà, tỉnh Hải Dương, là di tích lịch sử cấp quốc gia. Theo phong tục lâu đời, từ 4 - 6 tháng 2 âm lịch hàng năm, người làng Văn Tảo tổ chức lễ hội tưởng nhớ tới tướng công Trần Công (cha Ngọc Hoa) đã có công đánh giặc giữ nước và đức thủy chung tiết hạnh của Phạm Tải, Ngọc Hoa.